# Het volledig maken
Heer Bommel maakt volledig (in boekuitgaven verkort tot Het volledig maken) is een verhaal uit de Bommelsaga, geschreven en getekend door Marten Toonder. Het verhaal verscheen voor het eerst op 3 april 1981 en liep tot 3 augustus van dat jaar. Thema: Tom Poes als spindoctor.